# Adrian Bumbescu
Adrian Bumbescu (n. 23 februarie 1960, Craiova) este un fost jucător de fotbal român, câștigător al Cupei Europene din 1986 și Supercupa Europei din 1987, ambele cu Steaua București. După retragerea din activitatea de fotbalist, a devenit antrenor de fotbal, și a pregătit echipa Concordia Chiajna și o echipă a centrului de copii al FC Steaua București.
Avea calități fizice remarcabile, plasament, spirit de sacrificiu și un bun joc bun de cap fiind considerat un jucător dur.
În timpul carierei de jucător, Bumbescu a câștigat campionatul României cu trei echipe diferite, fiind în prezent singurul jucător cu o astfel de performanță. Primul său contract a apărut în anul 1978, când a semnat pentru Universitatea Craiova, cu care a câștigat campionatul în 1980. Tot în 1980 el a semnat cu Dinamo București cu care a câștigat un nou campionat în anul 1982. După doi ani la FC Olt Scornicești (1982 - 1984), Bumbescu a fost solicitat să joace la Steaua București unde a evoluat pentru cinci ediții de campionat, între 1985 și 1989.
Steaua refuză să îi reînnoiască contractul în 1992 și Bumbescu, în vârstă de 32 de ani, se duce la Steaua Mizil în Divizia B, unde joacă pentru încă 3 ediții de campionat, înainte să se retragă din fotbalul profesionist.
De-a lungul carierei de fotbalist, Bumbescu a acumulat 316 selecții în Divizia A și a înscris 4 goluri. În plus față de participarea la cele 7 campionate naționale, Cupa Europei și Supercupa Europei, Bumbescu a câștigat Cupa României de 4 ori, în 1982, 1985, 1989 și 1992, și are 15 selecționări pentru echipa reprezentativă a României, pentru care a înscris un gol.
În martie 2008 a fost decorat cu Ordinul „Meritul Sportiv” Clasa a II-a pentru câștigarea Cupei Campionilor Europeni în 1986.

## Statistici ale carierei
| Sezon   | Club                  | Țară    | Meciuri | Goluri |
| ------- | --------------------- | ------- | ------- | ------ |
| 1978/79 | Universitatea Craiova | România | 11      | 0      |
| 1979/80 | Universitatea Craiova | România | 14      | 0      |
| 1980/81 | Dinamo București      | România | 13      | 0      |
| 1981/82 | Dinamo București      | România | 23      | 0      |
| 1982/83 | FC Olt Scornicești    | România | 34      | 0      |
| 1983/84 | FC Olt Scornicești    | România | 33      | 0      |
| 1984/85 | Steaua București      | România | 32      | 0      |
| 1985/86 | Steaua București      | România | 33      | 0      |
| 1986/87 | Steaua București      | România | 25      | 2      |
| 1987/88 | Steaua București      | România | 28      | 2      |
| 1988/89 | Steaua București      | România | 19      | 0      |
| 1989/90 | Steaua București      | România | 19      | 0      |
| 1990/91 | Steaua București      | România | 29      | 0      |
| 1991/92 | Steaua București      | România | 3       | 0      |
| 1992/93 | Steaua Mizil          | România | N/A     | N/A    |
| 1993/94 | Steaua Mizil          | România | 1       | N/A    |
| 1994/95 | Steaua Mizil          | România | 27      | 1      |